# Nowe Żochowo
Nowe Żochowo – wieś w Polsce położona w województwie mazowieckim, w powiecie płockim, w gminie Staroźreby.
| SIMC    | Nazwa    | Rodzaj    |
| ------- | -------- | --------- |
| 0576786 | Żochówek | część wsi |

W latach 1975–1998 miejscowość administracyjnie należała do województwa płockiego.
Dnia 3 lipca 1410 roku król Władysław Jagiełło wraz z księciem Witoldem strażą przyboczną dworem oraz wojskiem zatrzymał się na nocleg w Żochowie w trakcie swojej wyprawy pod Grunwald. 
W Żochowie w ówczesnym czasie stał kościół pod wezwaniem św Mikołaja, Stanisława i Doroty zbudowany w 1390 r. przez Wojciecha Rukałę. Parafię założył książę mazowiecki i biskup płocki Henryk. We wsi znajduje się usypany na pamiątkę kopiec z kamiennym obeliskiem i płytą.